# Cotisation de solidarité à la charge des producteurs de blé et d'orge
Lire en ligne

Lire sur Légifrance

La cotisation de solidarité à la charge des producteurs de blé et d'orge est un impôt français créé en 1969 et abrogée à compter du 31 décembre 2019. Elle est codifiée à l'article 564 quinquies du code général des impôts

## Historique
Cette imposition a été créée par l'article 30 de la loi de finances pour 1969, concomitamment à la cotisation relative aux producteurs d'oléagineux (colza, tournesol, navette), afin de financer le « fonds d'action rurale », créé par voie d'amendement du gouvernement déposé à l'Assemblée nationale. L'article 30 de cette loi prévoyait que le taux de cette taxe soit défini par décret pour chaque campagne.
Le dernier décret faisant mention de cette cotisation de solidarité est le décret n°87-678 du 17 août 1987 fixant le régime financier des céréales pour la campagne 1987-1988. Depuis le rendement de la cotisation est nul.
Le bulletin officiel des douanes n°6517 du 29 juin 2001 précise que les perceptions relatives aux cotisations de solidarité prévues par les articles 564 quinquies (céréales) et 564 sexies (oléagineux) sont suspendues.
La loi de finances pour 2015 abroge la cotisation sur les graines oléagineuses, mais ne tocuhe pas à la cotisation sur les céréales,.
En 2019, le gouvernement propose de supprimer dix-huit taxes, dont la cotisation de solidarité sur le blé et l'orge.